# Поворот (фільм, 1930)
«Поворот» — радянський німий художній фільм 1930 року режисера Павла Петрова-Битова. Прем'єра фільму відбулася 25 травня 1930 року. Інша назва — «Земля горить». Фільм вважається втраченим.

## Сюжет
Селяни невеликого села мріяли обробити родючу вершину сирта. Але до нього не було дороги. Бідняки й наймити підтримали прибулого для колективізації робітника-двадцятип'ятитисячника, який запропонував створити сільськогосподарську артіль і побудувати дорогу до родючих земель. Однак ця ідея не сподобалася місцевим куркулю Трухіну. Він пустив у хід підкуп і пряме насильство. Однак успіхи перших колгоспників призвели до повороту у свідомості селян-середняків. Вони стали вступати в сільськогосподарську артіль. При спробі підпалити громадську споруду Трухін був спійманий і заарештований. Колгоспники отримали перший урожай.

## У ролях
- Микола Мічурін —  Трухін, колишній землевласник
- Олена Єгорова —  Улька, його дружина
- Георгій Уваров —  Дьомкін
- Павло Курзнер —  один з робітників
- Микола Симонов —  Ступін, середняк
- Тетяна Гурецька —  Даша, його дружина

## Знімальна група
- Режисер: Павло Петров-Битов
- Сценарист: Павло Петров-Битов
- Оператор: Микола Ушаков
- Художник: Ісаак Махліс